# Ніколаєвське сільське поселення (Александрово-Заводський район)
Нікола́євське сільське поселення (рос. Николаевское сельское поселение) — сільське поселення у складі Александрово-Заводського району Забайкальського краю Росії.
Адміністративний центр та єдиний населений пункт — село Ніколаєвка.

## Населення
Населення сільського поселення становить 123 особи (2019; 141 у 2010, 203 у 2002).